# ウニベイル・ロダムコ・ウェストフィールド
ウニベイル・ロダムコ・ウェストフィールド（仏: Unibail-Rodamco-Westfield SE、通称URW）は、本社をフランス・パリに置き、ヨーロッパ諸国およびアメリカ合衆国に資産を有する不動産投資（REIT）・管理会社。商業用不動産を中心に、コンベンションセンターやオフィスビルにも投資し、ヨーロッパ最大のREITである。ユーロネクスト・アムステルダム上場企業（Euronext: URW ）。

## 沿革

### 旧・ウニベイル
ウニベイル（Unibail）はWorms & Cieによって1968年に、ファイナンスリース部門として設立し、その4年後には、Bourse de Parisに上場した。1991年に、不動産への投資に特化することを決め、ファイナンスリースを縮小していった。ウニベイルは、Forum des HallesやCNITのアーケードといったフランスにある30のショッピングセンターや、Tour Arianeを含むラ・デファンスにあるオフィスビル、Paris Expoグループがパリの中心や周辺に保有するコンベンションセンターといった不動産ポートフォリオを形成していった。

### 旧・ロダムコ・ヨーロッパ
ロダムコ・ヨーロッパ（Rodamco Europe）は、1979年にオランダの資産運用会社であるRobecoが不動産投資ファンドとして作ったロダムコ（Rodamco）が源流となっている。Robecoが1999年に世界各地にある上場企業を複数の上場企業に分割した時に、ロダムコ・ヨーロッパが設立された。ロダムコ・ヨーロッパはフランスやオランダにあるライバル企業を買収していく過程で、ヨーロッパ14カ国にショッピングセンターや不動産を保有することになった。

### 旧・ウェストフィールド・コーポレーション
ウェストフィールド・グループの関連企業であるウェストフィールド・コーポレーションは、1959年にシドニー西郊の開発から事業を開始し、1960年代にニューサウスウェールズ州以外でもショッピングセンターを開発、アメリカへは1977年にコネチカット州に初進出、ニューヨーク周辺やカリフォルニア州に加えて中西部にも資産を保有した。1990年代には買収によりニュージーランドで多くの資産を獲得したが、2010年、オーストラリアおよびニュージーランドの事業をウエストフィールド・リテールトラスト（2014年にScentre Groupと改名）として分社し、アメリカおよびイギリスが資産の大半となっていた。

### 合併
2007年4月10日、ウニベイルがロダムコ・ヨーロッパの株式の8割を買い付けたことを発表した後に、同年6月21日、両社の合併が正式に承認され、6月25日、会社名はウニベイル・ロダムコとなった。
2017年12月、ウニベイル・ロダムコがウェストフィールド・コーポレーションの買収を発表、2018年6月に買収が完了、ウニベイル・ロダムコ・ウェストフィールドが設立された。
ウェストフィールドの買収により、アメリカに多くの資産を有することになり、フランスとアメリカの2か国で資産の6割を占める企業構造となった。資産中、商業用不動産が85％を占める。フランスではショッピングセンターと共にコンベンションセンターやオフィスビル資産を有し、その他の国ではショッピングセンターが大半となっている。

## 主な保有不動産
注記のないものはショッピングセンターの資産。
- ロサンゼルス国際空港（ターミナル1, 2, 6）ショッピングセンター
- The Promenade（ロサンゼルス）
- Westfield Century City（ロサンゼルス）
- メトレオン（サンフランシスコ）
- Westfield San Francisco Centre（サンフランシスコ）
- Westfield Valley Fair Extension（サンノゼ）
- Westfield Southcenter（シアトル）
- シカゴ・オヘア国際空港（ターミナル5）ショッピングセンター
- マイアミ国際空港ショッピングセンター
- オーランド国際空港ショッピングセンター
- ジョン・F・ケネディ国際空港（ターミナル8）ショッピングセンター
- ニューアーク・リバティー国際空港ショッピングセンター
- Westfield World Trade Center（ニューヨーク）
- フルトン・センター（ニューヨーク）
- ガーデン・ステート・プラザ（ニュージャージー州）
- Westfield London（ロンドン）
- Westfield Stratford City（ロンドン）
- Whitgift Centre（ロンドン）
- カルーゼル・デュ・ルーヴル ショッピングセンター（パリ）
- ウェストフィールド・フォーラム・デ・アル Westfield Forum des Halles（パリ）
- Palais des Congrès de Paris（パリ）※コンベンションセンター
- CNIT（ラ・デファンス）
- Westfield Les Quatre Temps（ラ・デファンス）
- Les Villages de l'Arche（ラ・デファンス）※オフィス不動産
- Trinity（ラ・デファンス）※オフィス不動産
- Paris Expo Porte de Versailles（ヴェルサイユ）※コンベンションセンター
- La Part-Dieu（リヨン）
- La Valentine（マルセイユ）
- Westfield Euralille（リール）
- Westfield  Vélizy 2（ヴェリジー＝ヴィラクブレー）
- Stadshart Amstelveen（アムステルフェーン）
- Citymall Almere（アルメレ）
- Stadshart Zoetermeer（ズーテルメール）
- Mall of Europe（ブリュッセル）
- Westfield Milano（ミラノ）
- La Vaguada（マドリード）
- Westfield Glòries（バルセロナ）
- Bonaire（バレンシア）
- Garbera Extension（サン・セバスチャン）
- Gropius Passagen Extension（ベルリン）
- Gropius Passagen（ベルリン）
- Westfield Hamburg-Überseequartier（ハンブルク）
- Pasing Arcaden（ミュンヘン）
- Höfe am Brühl（ライプツィヒ）
- Fisketorvet（コペンハーゲン）
- Mall of Scandinavia（ストックホルム）
- Nacka（ストックホルム）
- Shopping City Süd（ニーダーエスターライヒ州）
- Westfield Chodov（プラハ）
- Aupark（ブラチスラヴァ）
- Galeria Mokotów（ワルシャワ）